# Mario Puzo
Mario Francis Puzo (New York, 15. listopada 1920. - West Bay Shore, New York, 2. srpnja 1999.) američki je književnik poznat po svojim knjigama o mafiji, posebice knjizi „Kum”. Osvojio je Oscara za najbolji adaptirani scenarij za film „Kum” 1972. i „Kum II” 1974. Puzo je također napisao originalni scenarij za film „Superman” iz 1978. i njegov nastavak Superman II iz 1980. godine. Njegov posljednji roman „Obitelj”, objavljen je posthumno 2001. godine.
Rođen je u siromašnoj obitelji sicilijanskih imigranata u Hell's Kitchenu, četvrti Manhattana u New Yorku, gdje je i odrastao. Nakon što je diplomirao na City College of New York, pridružio se američkom ratnom zrakoplovstvu u Drugom svjetskom ratu. No, zbog slabog vida, vojska mu nije dopustila sudjelovanje u vojnim operacijama, već je raspoređen na mjesto časnika za odnose s javnošću u Njemačkoj. Nakon rata pohađao je njujoršku Novu školu za društvena istraživanja na Sveučilištu Columbia.
Najpoznatijem Puzinom romanu „Kum” prethodila su djela „Tamna arena” i „Sretni hodočasnik” koja nisu promakla budnom oku kritike. „Kum” je objavljen 1969. godine, nakon što je Puzo tijekom svog novinarskog rada slušao anegdote o mafijaškim organizacijama.
Iz romana je kasnije nastala trilogija filmova redatelja Francisa Forda Coppole, koji su objavljeni 1972., 1974. i 1990. godine. Iako su prva dva filma bila iznimno popularna i visoko cijenjena, treći Kum III nije imao toliki uspjeh i bio je loše prihvaćen, kako od strane kritike tako i od strane publike. Osim što je zajedno s Coppolom bio koscenarist za sva tri filma, Puzo je napisao i prvu verziju scenarija za film katastrofe „Potres” iz 1974., na kojem nije mogao nastaviti raditi zbog obaveza s Kumom II. Puzo je također bio koscenarist filma „Superman” iz 1978. godine.
Posljednji roman koji je objavio za života bio je „Posljednji Don” iz 1996., po kojem je snimljena i uspješna mini-serija.
Nije doživio objavu svoje pretposljednje knjige „Zakon šutnje”, koja je objavljena 1999. godine, ali je tekst već bio dovršen pa je ova knjiga postala njegovo posljednje djelo. Ista je situacija i s njegovom posljednjom knjigom „Obitelj” na kojoj je radio posljednja dva desetljeća života, a koja je objavljena 2001. No, ovu je knjigu dovršila Puzova dugogodišnja suputnica Carol Gino.
Mario Puzo preminuo je 2. srpnja 1999. u svom domu u West Bay Shoreu na Long Islandu. Svoju knjigu „Sretni hodočasnik” Puzo je cijeli život smatrao svojim najboljim djelom. U jednom od posljednjih intervjua izjavio je kako ga žalosti činjenica da je „Kum”, fikcija koju nikad nije volio, nadmašio priču o poštenoj borbi njegove majke kao imigrantice u Americi da stekne poštovanje, te o njezinoj hrabrosti i ljubavi, što je opisano u „Sretnom hodočasniku”.